# Крамаренко Анастасія Дмитрівна
Анастасі́я Дми́трівна Крамаре́нко (* 2005) — українська боксерка; срібна призерка чемпіонату Європи. Майстер спорту України.

## З життєпису
Народилась 2005 року. Вихованка одеської ДЮСШ № 8. 2019 року у Харкові на чемпіонаті України з боксу серед жінок, юніорок та дівчаток (вагова категорія 51 кг) стала володаркою чемпіонського титулу. Тренери — Алібейлі Нуреддін Фахреддінович і Мустафаєв Ашер Махмудович.
Срібна призерка чемпіонату Європи 2020 року серед юніорок з боксу.